# 團貸網
團貸網是总部位於中國大陸廣東省東莞市的一家網上貸款平台公司，由唐軍於2012年創辦。團貸網多次融資，兩次借殼上市。截至2019年2月28日，團貸網歷史累計成交量達1307.70億人民幣，借貸餘額超145億人民幣，待償金額118.9億人民幣；出借人數達22.2萬人，借款人數達37.2萬人。2019年3月28日，東莞市公安局發布通報，指東莞團貸網公司涉嫌非法吸收公眾存款被立案偵查，實控人唐軍、張林已投案自首。

## 創立
唐軍出生於四川省达州市。2005年，唐軍進入北京航空航天大學北海學院，期間在校園內擔任聯通和駕校的代理，幫銀行舉行校園炒股大賽，共盈利40餘萬人民幣。2008年，唐軍將自己和父母的資金共60餘萬人民幣投入股市，但因股災而全部虧損，唐軍亦因此而退學。2009年，唐軍創立東莞市俊特信貸諮詢有限公司，幫助小微企業獲取銀行貸款。公司很快實現盈利，唐軍把公司業務從信貸中介拓展成貸款平台。2012年7月15日，唐軍創辦網上貸款平台團貸網。

## 發展

### 发展初期
2012年12月，唐軍以213萬人民幣的價格拍得“史玉柱三小時”。在史玉柱的引薦下，唐軍先後結識時任民生銀行董事長董文標、分眾傳媒創始人江南春，為團貸網的融資提供便利。2012年9月，團貸網獲得巨人創投的A輪融資，共1億人民幣。融資，團貸網後快速擴張，先後將註冊資本提升至1億人民幣，亦於上海、成都創辦分公司。2014年8月，團貸網上線“房寶寶”，主打房產眾籌。同年10月，在深圳開設全資子公司運營網上借貸平台“你我金融”，此平台以獨立擔保人為特色。
2015年6月1日，上市公司浩寧達發佈公告，稱擬收購團貸網66%股權並簽訂對賭協定，使其成為浩寧達的控股子公司，但6月23日浩寧達發布公告，宣布終止收購團貸網。6月14日，團貸網獲得由九鼎投資領投，巨人投資、久奕投資和沈寧晨等跟投的B輪融資，共2億人民幣。同年10月，團貸網聯合九鼎投資，控股網上貸款平台“融金所”。截止至2015年10月，團貸網累計為企業和個人融資超91億人民幣。

### 一次上市
2015年10月，團貸網創始人出資5000萬人民幣，定向增持新三板上市公司光影俠的股份。2016年3月1日，團貸網聘請演員王寶強為其代言人，以提高知名度。9日，團貸網成為光影俠全資子公司，完成借殼上市。據團貸網公布，2016年5月，團貸網累計交易額逾200億人民幣，9月累計交易額逾300億人民幣。2016年6月，有傳聞指團貸網獲得C輪融資。2016年10月20日，團貸網召開發布會，宣布獲得由宏商光影領投的3.75億人民幣C輪融資，並宣布團貸網將拓展除網上貸款之外的金融業務。10月27日，團貸網宣布投資1250萬人民幣予三農網上貸款平台沐金農。11月17日，團貸網宣布收購達商小貸股權，獲得網絡小貸相關資質。11月29日，團貸網宣布累計交易額逾400億人民幣。得益於團貸網作為互金業務的注入，光影俠2016年1月至9月收入5.8億人民幣，淨利潤達到1.03億人民幣。由於監管趨於嚴格及新三版交易受限，2017年1月，光影俠申請在新三板終止掛牌。3月30日，光影俠退市。
與此同時，團貸網亦為再次借殼上市做準備。2017年2月12日，深交所創業板上市公司鴻特精密召開董事會，決定以自有資金出資6000萬元在東莞市設立三家全資子公司，並開展以普惠金融、供應鏈金融和網絡借貸為主的互聯網金融業務。2月26日，團貸網宣布與廈門銀行資金存管的相關技術對接工作已完成，並於3月對接銀行存管系統。6月，團貸網獲得由民生資本領投，北京盈生、北海宏泰等跟投的18億元人民幣的D輪融資。隨後團貸網投資花樣年集團子公司、社區服務整合平台運營者鄰里樂科技1500萬人民幣。8月，設立子公司小黃狗，主打智能垃圾分類回收箱。10月18日，團貸網旗下的“你我金融”平台被新絲路文旅以14.118億港元的價格收購，並與其簽訂對賭協議。

### 二次上市
2017年10月30日，團貸網通過與鴻特精密控股股東進行資產置換，成為深交所創業板上市公司鴻特精密的子公司，完成借殼上市。2018年1月，鴻特精密公司控股股東正式收購團貸網，而鴻特精密公司亦從肇慶搬遷至東莞團貸網總部附近。在團貸網作為業務注入下，鴻特精密在2017年的淨利潤達4.81億人民幣。5月，鴻特精密更名為鴻特科技。6月，鴻特科技發布公告，將其互金子公司從東莞遷移到深圳南山，並擬投資5億人民幣，設立全資網絡小貸公司。12月11日，由於監管趨嚴及收入下降，鴻特科技開始終止互聯網金融業務，剝離團貸網，亦註銷網絡小貸子公司，並於2019年1月25日，終止與團貸網的合作。由於終止團貸網的合作需支出費用，2018年鴻特科技淨利潤與2017年比下降，為2.8億人民幣。2月，鴻特科技更名為派生科技。
團貸網從上市公司剝離後成為私人公司。3月26日，團貸網控制人唐軍將其持有的597萬股派生科技的股份質押給中融國際信託有限公司。

## 關停

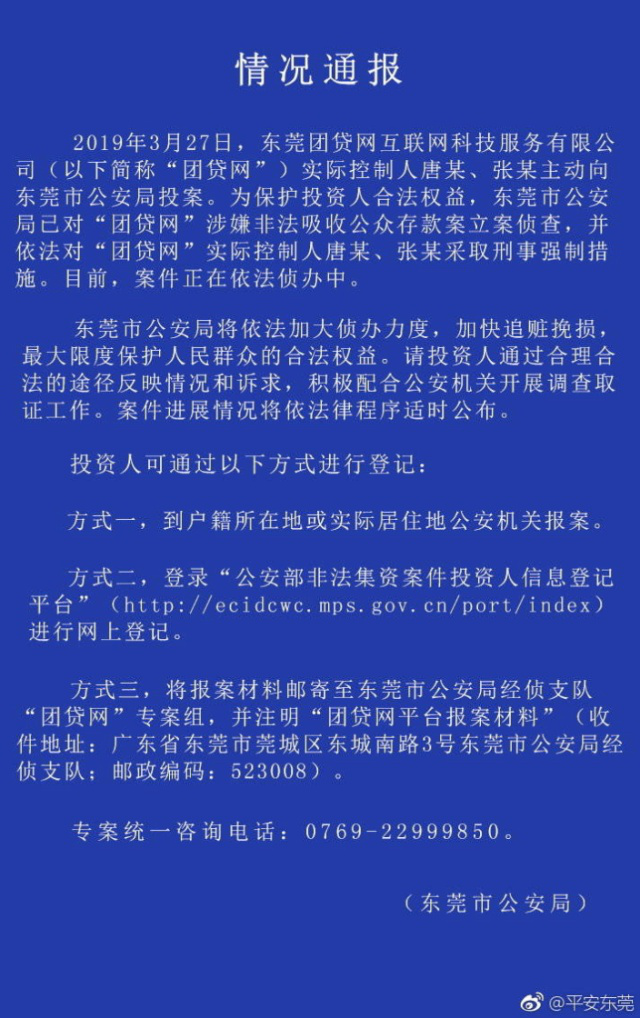
東莞公安對「團貸網」涉嫌非法吸收公眾存款案立案偵查的情況通報

### 警方查封
3月27日晚，大量特警出現在團貸網公司附近，團貸網官網客服稱此為例行檢查，平台正常營運。3月28日，東莞市公安局发布通告，表示團貸網公司涉嫌非法吸收公眾存款被立案偵查，實控人唐軍、張林已投案自首。

### 維權集會
4月6日，逾千名團貸網投資者前往東莞總部附近集會維權，被武警驅散。

### 資金追繳
11月25日，東莞市公安局發布通報，指該案已偵查終結。截至11月24日，已追繳凍結56.82億元人民幣、涉案股權及股票賬戶。另據東莞市人民檢察院官方微信號11月25日發布消息，派生科技集團有限公司及犯罪嫌疑人唐軍、張林等人涉嫌集資詐騙、非法吸收公眾存款等一案，已由東莞市公安局於2019年11月25日移送東莞市人民檢察院審查起訴。